# Bavly
Bavly (rusky Бавлы́, tatarsky Баулы nebo latinkou Bawlı) je město v Tatarstánu v Ruské federaci. Při sčítání lidu v roce 2010 mělo přes dvaadvacet tisíc obyvatel.

## Poloha
Bavly leží na stejnojmenné říčce Bavly (přítok Iku v povodí Kamy) v Bugulmsko-belebejské vrchovině na jihovýchodě Tatarstánu.
Od Kazaně, hlavního města republiky, je Bavly vzdáleno zhruba 370 kilometrů na jihovýchod.

## Dějiny
Osídlení na místě dnešního města vzniklo v 17. či 18. století. V roce 1950 se Bavly stalo sídlem městského typu a od 17. září 1997 je městem.